# Tolkāppiyam
Tolkāppiyam (தொல்காப்பியம் på tamil) är ett verk om tamils grammatik. Verket är skrivet i form av dikter (eller korta hymner) omkring 200 f.Kr. av Tolkāppiyar, och sägs vara den äldsta bevarade grammatiken för något språk. 
Grammatiken lade grunden till det tamilska skriftspråket, som följer de normer som lagts fast i Tolkāppiyam. 
Många senare böcker har tolkat och klargjort Tolkāppiyam. Den vanligaste av dessa är "Nannūl", skriven av "Pavananti Munivar".

Tolkāppiyam indelar tamil i "senthamil" och "kotunthamil". Det förra är klassisk tamil som endast används i litteratur, och det senare talspråket. Boken bygger på analys av både skriven och talad tamil. 

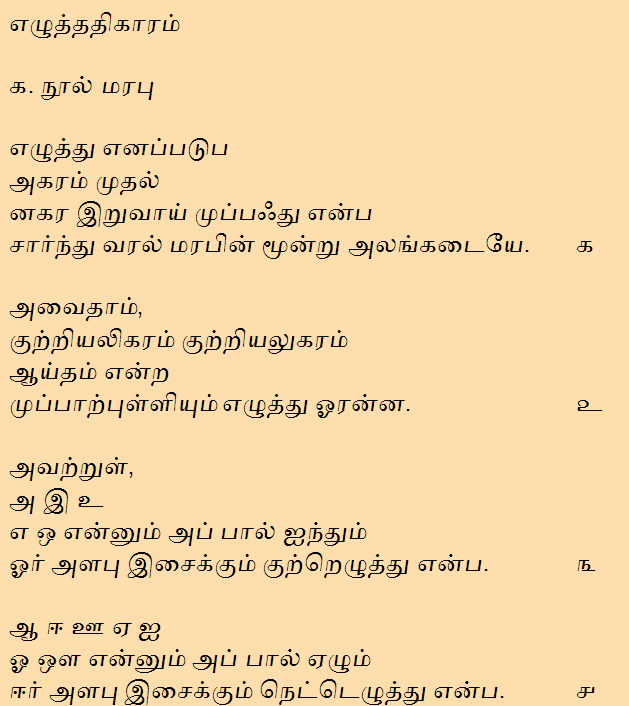
Utdrag ur Tolkāppiyam

## Kapitel
Tolkāppiyam indelas i följande kapitel, som vart och ett är underindelat i 9 delar.
1. Ezhuththathikaaram
2. Sollathikaaram
3. PoruLathikaaram

### Ezhuththathikaaram
Ezhuththathikaaram är indelat i följande nio delar:
1. Nuul Marabu
2. Mozhi Marabu
3. PiRappiyal
4. PuNaRiyal
5. Thokai Marabu
6. Urubiyal
7. Uyir Mayangial
8. PuLLi Mayangial
9. KutriyalukarappunaRiyal

#### Nuul Marabu
Denna del räknar upp språkets skrifttecken och delar in dem i konsonanter, vokaler och diakritiska tecken. Vokalerna indelas i sin tur i korta och långa efter uttalets duration. Konsonanterna indelas i tre kategorier. 

#### Mozhi Marabu
Denna del definierar regler som säger var i ett ord en bokstav inte kan förekomma och vilken bokstav som inte kan följa en viss bokstav. 
Den beskriver också elision. Reglerna är väldefinierade och otvetydiga. De kategoriseras i fem klasser beroende på det fonem som elideras. 
1. Kutriyalukaram - vokalljudet u
2. Kutriyalikaram - vokalljudet i
3. Aiykaarakkurukkam - diftongen ai
4. Oukaarakkurukkam - diftongen au
5. Aaythakkurukkam - specialtecknet  (aaytham)

#### PiRappiyal
Denna del behandlar artikulationsfonetik. 
Bokstävernas utseende förklaras också. 

#### PuNaRiyal
Denna del behandlar förändringar av ett ord på grund av det följande ordet, det vill säga den ger de regler som bestämmer förändringar av det sista fonemet i ett ord (nilaimozhi iiRu) på grund av det första fonemet i nästa ord  (varumozhi muthal).

### Sollathikaaram
Sollathikaaram handlar om ord och ordklasser. 

#### Peyariyal
Denna avdelning behandlar substantiv.

#### Vinaiyiyal
Denna avdelning behandlar verb.

#### Uriyiyal
Denna avdelning behandlar adjektiv och adverb.